# Bột sữa dừa

Bột sữa dừa

Bột sữa dừa là một loại thực phẩm thông dụng trong thành phần ẩm thực ở vùng Đông Nam Á, nhất là các quốc đảo có nhiều dừa. Loại bột này được chế biến bằng phương pháp cô đặc nước cốt dừa (có thể pha thêm sữa) và được sử dụng thông dụng như một loại thực phẩm hoặc dùng để pha chế trong nấu ăn.

## Chế biến
Nước dừa được chế biến sao cho đóng váng ngăn cách tự nhiên. Lớp trên cùng có thể được dùng cho công thức nấu ăn dậy kem, hoặc hai lớp có thể được pha trộn với nhau để có được phổ biến nhất được gọi là sữa dừa dày. Quá trình sấy phun bột sữa dừa có hàm lượng béo cao (chiếm 50% khối lượng chất khô). Bột sữa dừa có kết cấu mịn giống như bột. Bột sữa dừa trắng được sản xuất thông qua quá trình phun khô sản phẩm dừa nguyên kem không đường. Ở Đông Nam Á nó được phổ biến rộng rãi và là một thay thế tốt cho nước dừa tươi và thay thế sữa cho những người ăn chay.
|  | Chủ đề Ẩm thực |